# Helminthotheca
Helminthotheca рід квіткових рослин родини айстрових (Asteraceae). Рід містить 5 видів, які зростають від Середземномор'я до Західної Азії.

## Види
- Helminthotheca aculeata (Vahl) Lack
- Helminthotheca balansae (Coss. & Durieu) Lack
- Helminthotheca comosa (Boiss.) Holub
- Helminthotheca echioides (L.) Holub
- Helminthotheca glomerata (Pomel) Greuter